# Elmeriobryum philippinense
Elmeriobryum philippinense är en bladmossart som beskrevs av Brotherus 1925. Elmeriobryum philippinense ingår i släktet Elmeriobryum och familjen Hypnaceae. Inga underarter finns listade i Catalogue of Life.